# 水芫花属
水芫花属是千屈菜科下的一属，主要生长在沿海地区，1775年提出。水芫花属有极高的适应性，根据环境因素不同，它可以延伸枝条，生长为灌木或矮树。